# Artur Mayerhofer
Artur Mayerhofer (* 1960) ist ein deutscher Mediziner und Hochschullehrer an der Ludwig-Maximilians-Universität München.

## Biographie
Nach dem Abitur, Studium der Medizin und Promotion an der Universität Ulm war Mayerhofer wissenschaftlicher Mitarbeiter an der Universität Ulm in der Abteilung Anatomie und Zellbiologie. 1992 habilitierte er im Fach Anatomie an der Universität Ulm.
Danach arbeitete er ein Jahr bei der damaligen Schering AG in Berlin. Von 1993 bis 1996 war er Heisenberg-Stipendiat der DFG an der Oregon Health & Science University, bevor er im März 1996 einen Ruf an die Ludwig-Maximilians-Universität München als Universitätsprofessor erhielt.
Am Institut für Zellbiologie der LMU in Martinsried/Großhadern beschäftigte sich seine Forschungsgruppe mit den Zellen der Wand der Samenkanälchen im männlichen Hoden. Ihr entwickeltes zelluläres Modell führte zu Hinweisen, dass diese Zellen Botenstoffe aussenden könnten, die Fruchtbarkeitsstörungen bei Männern auslösen.
Mayerhofer ist verheiratet und Vater von vier Kindern.

## Preise
- Dietrich-Knorr-Preis der Deutschen Gesellschaft für Endokrinologie, 2009[2][3]